# إيتيان كوربيسير دي مولتسارت
كان الرائد الفارس إيتيان كوربيسير دي مولتسارت (19 مايو 1894 - 19 سبتمبر 1965)، من هواة جمع الطوابع البلجيكيين، وقد أُضيف إلى قائمة هواة جمع الطوابع المتميزين عام 1949.
كان إيتيان كوربيسير خبيرًا في مجال جمع الطوابع في بلجيكا وبوليفيا، وكتب عنهما في مجلات هواة جمع الطوابع. وكان الممثل الخاص الجمعية الملكية لهواة الطوابع في بلجيكا.

## من مؤلفاته
- Canada: essai sur quelques oblitérations et marques postales. 1947.
- Entiers postaux - Canada - Les deux premières cartes postales. 1947.
- Canada. 1951.